# Ulen (Indiana)
Pour les articles homonymes, voir Ulen.
Ulen est une municipalité américaine située dans le comté de Boone en Indiana.

## Géographie
Ulen se trouve dans le centre de l'Indiana. Elle constitue aujourd'hui une enclave dans la municipalité de Lebanon.
La municipalité s'étend sur 0,06 mille carré (0,16 km2). 

## Histoire
En 1924, l'industriel Henry Ulen ouvre un country club et un terrain de golf dans la banlieue de Lebanon,. Pour inciter son conseil d'administration à s'implanter à Lebanon plutôt qu'à New York, l'homme d'affaires construit des maisons luxueuses à proximité du country club dans des styles néo-traditionnels. La ville d'Ulen acquiert le statut de municipalité en 1929.
La ville et son terrain de golf sont inscrits au Registre national des lieux historiques depuis 2015,.

## Démographie
Lors du recensement de 2010, sa population est de 117 habitants.